# 火奪都
火夺都，西夏党项人，归顺蒙古帝国，元朝称党项为河西唐兀。
火夺都以质子降于成吉思汗。成吉思汗立质子军，号称为秃鲁花，火夺都担任百户。窝阔台时，跟随元帅纽璘攻打南宋西川。纽璘承制授火夺都为千户，忽都在临洮叛乱。忽必烈命火夺都跟随大军讨伐。之后去世。其子拜延袭职为千户。